# Colpaster
Colpaster is een geslacht van zeesterren uit de familie Freyellidae. De wetenschappelijke naam van het geslacht werd in 1889 voor het eerst voorgesteld door Percy Sladen. De enige soort die Sladen in 1889 in het geslacht plaatste, Colpaster scutigerula, is automatisch de typesoort.

## Soorten
- Colpaster edwardsii (Perrier, 1882)
- Colpaster scutigerula Sladen, 1889